# Due cuori in cielo
Due cuori in cielo (Cabin in the Sky) è un film del 1943 diretto da Vincente Minnelli e basato sul musical Cabin in the Sky andato in scena al Martin Beck Theatre di Broadway il 25 ottobre 1940.
Nel 2020 è stato scelto per la conservazione nel National Film Registry della Biblioteca del Congresso degli Stati Uniti

## Produzione
Il film fu prodotto dalla Metro-Goldwyn-Mayer.

## Distribuzione
Il copyright del film, richiesto dalla Loew's Inc., fu registrato il 9 febbraio 1943 con il numero LP11861.
Distribuito dalla Metro-Goldwyn-Mayer, il film venne presentato a New York il 27 marzo 1943 per uscire in seguito nelle sale cinematografiche statunitensi il 9 aprile.